# Люна (Дордонь)
Люна́ (фр. Lunas) — коммуна во Франции, находится в регионе Аквитания. Департамент — Дордонь. Входит в состав кантона Пеи-де-ла-Форс. Округ коммуны — Бержерак.
Код INSEE коммуны — 24246.

## География

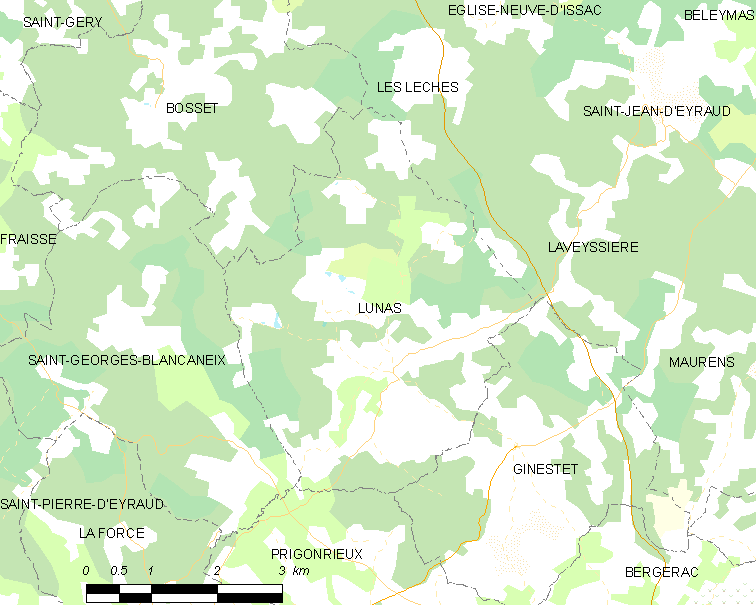
Карта коммуны

Коммуна расположена приблизительно в 470 км к югу от Парижа, в 80 км восточнее Бордо, в 39 км к юго-западу от Перигё.

### Климат
Климат умеренный океанический со средним уровнем осадков, которые выпадают преимущественно зимой. Лето здесь долгое и тёплое, однако также довольно влажное, здесь не бывает регулярных периодов летней засухи. Средняя температура января — 5 °C, июля — 18 °C. Изредка вследствие стечения неблагоприятных погодных условий может наблюдаться непродолжительная засуха или случаются поздние заморозки. Климат меняется очень часто, как в течение сезона, так и год от года.

## Население
Население коммуны на 2010 год составляло 363 человека.
| 1962 | 1968 | 1975 | 1982 | 1990 | 1999 | 2010 |
| ---- | ---- | ---- | ---- | ---- | ---- | ---- |
| 258  | 229  | 225  | 252  | 297  | 290  | 363  |

## Администрация
| Период | Период | Фамилия     | Партия       | Примечания                   |
| ------ | ------ | ----------- | ------------ | ---------------------------- |
| 1989   | 2020   | Ален Бордье | беспартийный | подрядчик строительных работ |

## Экономика
В 2010 году среди 222 человек трудоспособного возраста (15-64 лет) 158 были экономически активными, 64 — неактивными (показатель активности — 71,2 %, в 1999 году было 68,5 %). Из 158 активных жителей работали 141 человек (76 мужчин и 65 женщин), безработных было 17 (11 мужчин и 6 женщин). Среди 64 неактивных 9 человек были учениками или студентами, 34 — пенсионерами, 21 были неактивными по другим причинам.

## Фотогалерея

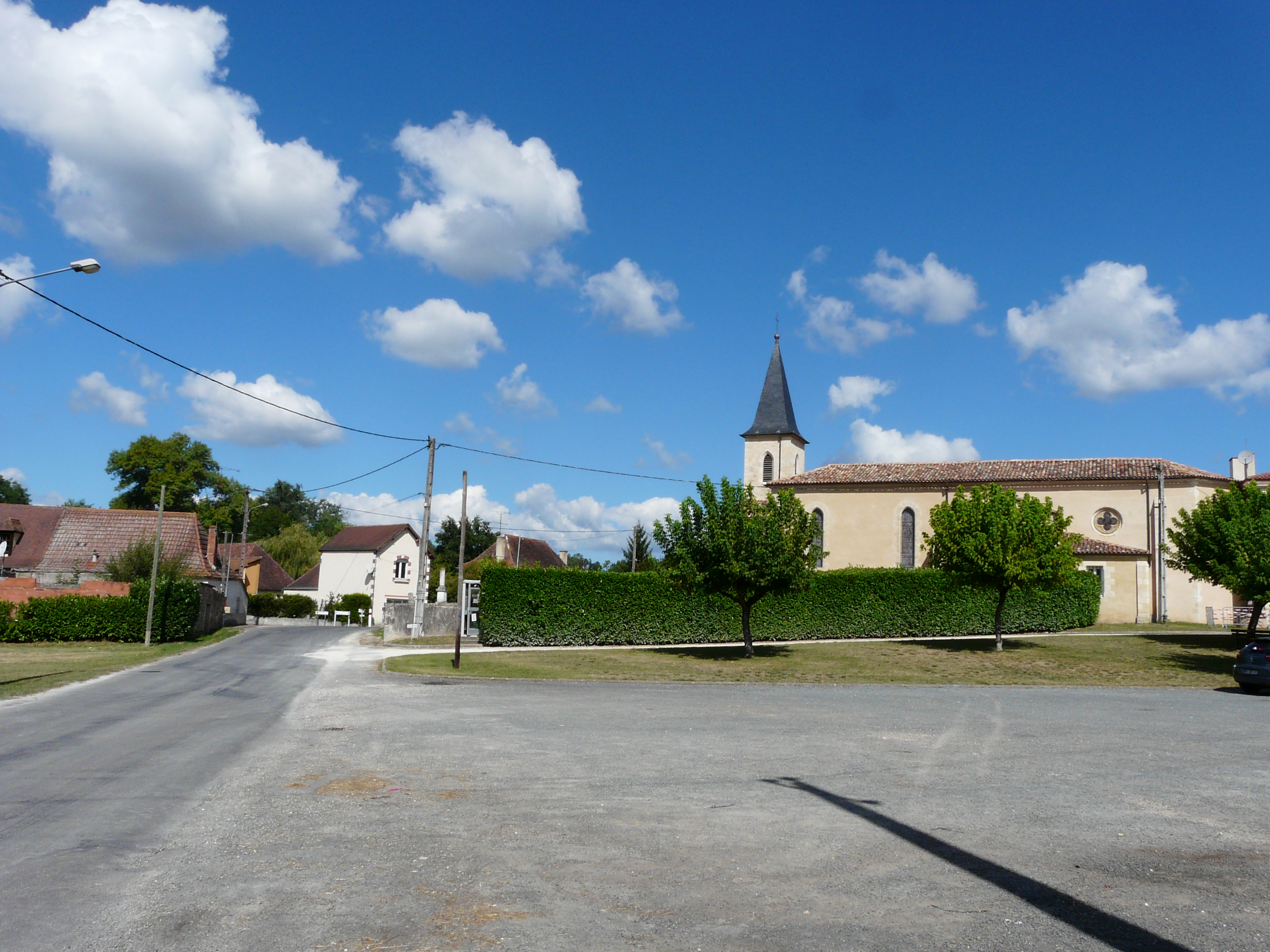
Люна
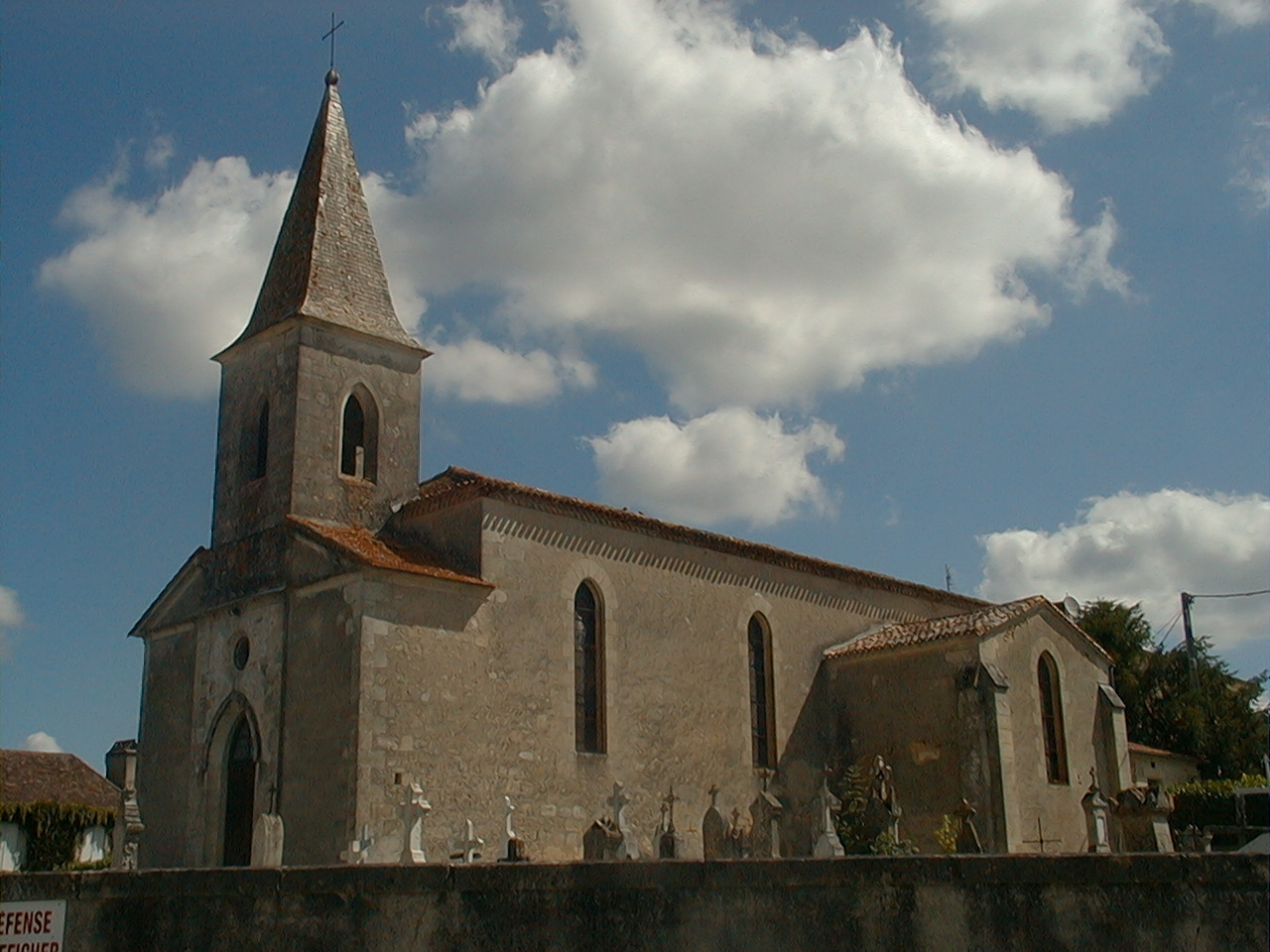
Церковь Св. Иоанна Крестителя
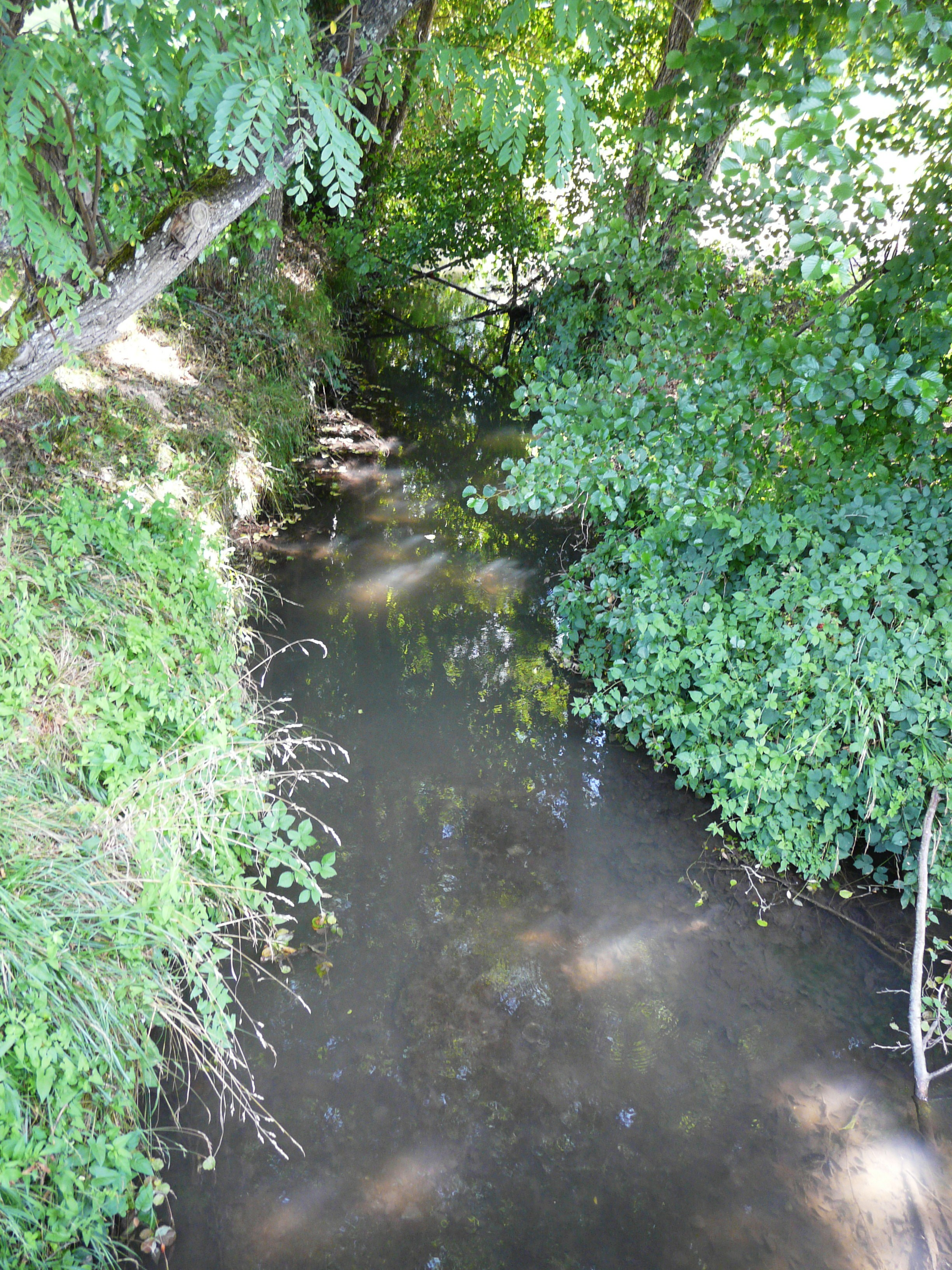
Река Эро